# Жанторе-хан
Жанторе-хан (1759 — 2 ноября 1809) — хан Младшего жуза (1805—1809), старший сын и преемник Айшуак-хана. Был официально признан российским престолом, в отличие от Каратай-хана и Абилгазы Каипулы, также претендовавших на власть в Младшем жузе.

## Биография
В начале 1790-х гг. султан Жанторе принимал участие в национально-освободительном восстании под руководством батыра Сырыма Датулы, но потом перешёл на сторону царского правительства. По характеристике Председателя Оренбургской пограничной комиссии Г. Ф. Генса, Жанторе был «храбр и умён».
В 1805 году оренбургский военный губернатор Г. С. Волконский рекомендовал кандидатуру Жанторе в ханы Младшего жуза в связи с полным бессилием хана Айшуака. 2 сентября 1805 года старшины большинства родов жетыру избрали Жанторе новым ханом, а 3 сентября император Александр I утвердил назначение.
Это назначение вызвало большое недовольство другого претендента на ханский престол — султана Каратая, которого поддерживали многие влиятельные члены ханского Совета. Оренбургского губернатору удалось достигнуть примирения Каратая с новым избранником на ханский престол, однако Жанторе-хан не получил ни большой популярности в Степи, ни широкой социальной поддержки среди казахов. Вскоре после избрания Жанторе ханом борьба между соперниками вновь обострилась и завершилась убийством хана сторонниками Каратая в ноябре 1809 года.